# Heteroconis amoena
Heteroconis amoena är en insektsart som beskrevs av Bo Tjeder 1973. Heteroconis amoena ingår i släktet Heteroconis och familjen vaxsländor. Inga underarter finns listade i Catalogue of Life.